# Linia kolejowa nr 602
Linia kolejowa nr 602 – pierwszorzędna, zelektryfikowana, jednotorowa linia kolejowa znaczenia państwowego łącząca posterunek odgałęźny Kraków Przedmieście ze stacją techniczną Kraków Olsza.